# The Invisible Band
Albums de Travis
The Man Who
(1999) 12 Memories
(2003)
The Invisible Band est un album du groupe de rock écossais Travis, sorti le 12 juin 2001, chez Small/Sony.

## Pistes
1. Sing
2. Dear Diary
3. Side
4. Pipe Dreams
5. Flowers in the Window
6. The Cage
7. Safe
8. Follow the Light
9. Last Train
10. Afterglow
11. Indefinitely
12. The Humpty Dumpty Love Song